# Нурсултан Назарбаев во главе Казахской ССР

## Первый секретарь ЦК Компартии

### Закрытие Семипалатинского ядерного полигона
Информация о полигоне была впервые обнародована в период гласности. До этого даже у первого секретаря ЦК Компартии Казахстана не было возможности ни посетить полигон, ни вмешаться в ситуацию на нём. По воспоминаниям Назарбаева, через несколько месяцев после аварии на Чернобыльской АЭС из Москвы пришло поручение расширить территорию Семипалатинского полигона за счёт территории Талды-Курганской области. Однако Назарбаев отказался подписывать документ и вызвал в Алма-Ату председателя Талды-Курганского облисполкома Сеилбека Шаумаханова, поручив ему распространять слух о расширении полигона и провести митинг протеста «неожиданно собранной» общественности. Большую роль сыграло также участие первого секретаря Семипалатинского обкома Компартии Казахстана Кеширима Бозтаева, который согласовав с республиканским руководством, 20 февраля 1989 года отправил телеграмму в ЦК КПСС на имя М. С. Горбачёва с просьбой «поручить соответствующим министерствам и ведомствам временно приостановить или резко сократить частоту и мощность взрывов, а в дальнейшем перенести ядерные испытания в другое, более приемлемое место». Параллельно КГБ республики сообщал Москве, что протестное настроение усиливается и возможно повторение декабрьских событий в Алма-Ате 1986 года, но в масштабах всей республики. В итоге, было принято решение отказаться от расширения полигона.

30 мая 1989 года Назарбаев, выступил на пленарном заседании Верховного Совета СССР:
Особо хочу сказать о Семипалатинском ядерном полигоне, действующем с 1949 года и начавшем взрывы сначала в атмосфере. Население вокруг с тех пор возросло в четыре раза. Но военные готовы убедить нас чуть ли не в полезности испытаний для здоровья людей. Мы понимаем, что это сегодня государственная необходимость. Но надо же провести настоящий глубокий анализ влияния атомных взрывов на окружающую среду и рассказать об этом людям.
Одним из первых решений Нурсултана Назарбаева стало закрытие Семипалатинского полигона, а затем и полный отказ от 4-го в мире арсенала ядерного оружия — 29 августа 1991 года Семипалатинский полигон был полностью закрыт правительством Казахской ССР. В тот же день Назарбаев объявил об открытии специальной сессии парламента по обсуждению закрытия полигона без согласия руководства СССР. Обсуждение началось утром, и закончилось вечером. В конце обсуждения некоторые депутаты и руководители Семипалатинской области просили провести ещё несколько взрывов, чтобы получить материальную компенсацию для региона, неформально обещанную в Москве. В заключительном слове, президент сказал, что берёт ответственность на себя и, пользуясь своими полномочиями, подписал указ о закрытии полигона прямо на сессии.
В 1994 по проекту «Сапфир» из Казахстана в США было вывезено ядерное топливо.

## Президентство
24 апреля 1990 года Верховным Советом Казахской ССР на сессии была учреждена должность Президента Казахской ССР, принят Закон «Об учреждении поста Президента Казахской ССР и внесении изменений и дополнений в конституцию (основной закон) Казахской ССР». Президентом Казахской ССР был избран Нурсултан Назарбаев. На момент избрания Назарбаев уже руководил Казахстаном с 22 июня 1989 года в должности Первого секретаря ЦК Коммунистической партии Казахской ССР.
Летом 1991 года в ходе подписания нового Союзного договора с Михаилом Горбачёвым и Борисом Ельциным была достигнута договорённость, что Назарбаев может занять пост председателя правительства Союза Суверенных Государств, однако Августовский путч ГКЧП помешал этим планам. Назарбаев выступал за превращение СССР в конфедерацию.
28 августа на Пленуме ЦК КП Казахстана президент Назарбаев заявил о своём выходе из КПСС.